# Acanthocercus
Acanthocercus là một chi thằn lăn chân Phi thuộc họ Agamidae.

## Loài
Danh sách theo thứ tự abc.
- Acanthocercus adramitanus (Anderson, 1896)
- Acanthocercus annectens (Blanford, 1870)
- Acanthocercus atricollis (Smith, 1849)
- Acanthocercus branchi Wagner, Greenbaum & Bauer, 2012
- Acanthocercus cyanogaster (Rüppell, 1835)
- Acanthocercus guentherpetersi Largen & Spawls, 2006
- Acanthocercus phillipsii (Boulenger, 1895)
- Acanthocercus trachypleurus (Peters, 1982)
- Acanthocercus yemensis (Klausewitz, 1954)
- Acanthocercus zonurus (Boulenger, 1895)